# Óriás-tőrösdarázs
Az óriás-tőrösdarázs (Megascolia maculata) nem csak hazánk, de Európa legnagyobb darázsfaja is. Kontinensünk déli felén elterjedt. Sárga fejű nősténye a 45 mm-t is elérheti, a fekete fejű hím azonban kisebb (30 mm). Homlokán koronaszerű sötét rajzolat található, potrohán négy sárga folt van, teste fekete, sűrűn szőrözött, a potroha második felén vörösesbarna szőrszálakkal. Lábai tüskések, szárnyai füstös lilás színűek.
Meleg napokon találkozhatunk vele, májustól októberig repül.
Az orrszarvúbogár lárvájában fejlődik. A nőstény felkutatja a korhadó faanyagban élő orrszarvúbogár-lárvákat, leássa magát utánuk a törmelékbe, szúrásával megbénítja azokat, és egy-egy petét ragaszt az oldalukra. A kikelő darázslárvák kezdetben az orrszarvúbogár-lárvák testnedveiből táplálkoznak, később befúrják magukat a bőrük alá, és az egész lárvát elfogyasztják. Gubót készítenek, amelyben bebábozódnak, és a következő tavasszal már kikelnek mint kifejlett darazsak.
Az óriás-tőrösdarázs nagy mérete és hangosan zúgó repte miatt félelmetesnek tűnhet, ám emberre ártalmatlan. A fullánkját csak a legvégső esetben használja védekezésre, ha más módon nem képes elmenekülni. Szúrása nem veszélyes. Félénk állat, érintésre, hessegetésre inkább odébbáll, nem agresszív. Gyakran összekeverik a lódarázzsal (Vespa crabro), amely az óriás-tőrösdarázzsal ellenben agresszív faj, mérgező csípése erős allergiás reakciót válthat ki.
Az óriás-tőrösdarázs védett rovar, természetvédelmi értéke 50 000 Ft/egyed.